# Публий Септимий Гета (консул 203 г.)
Публий Септимий Гета (на латински: Publius Septimius Geta; * 143; † 203/ 204) e римски политик и сенатор.

## Биография
Той е вторият син на стария Публий Септимий Гета и съпругата му Фулвия Пия. Роден е в Лептис Магна (югоизточно от Картаген, провинция Африка) и е брат на император Септимий Север.
Гета първо e decemvir stlitibus iudicandis, трибун на legio II Augusta, квестор в провинция Крит и Киренайка и едил cerialis. През 185 г. e легат на I италийски легион, след това през 187/188 г. проконсул на провинция Сицилия и през 188 – 191 г. легат на провинция Лузитания.
През 191 г. той e суфектконсул. След това той е легат на провинция Долна Мизия (Moesia inferior). Като управител той е командир на долно-мизийската войска и помага на брат си Север, когато през април 193 г. в Горна Панония го издигат за император. Най-вероятно Гета е назначен още от Комод за управител на Долна Мизия. След управлението му в Долна Мизия той става легат на Дакия. Върхът на неговата кариера е ставането му на редовен консул заедно с преторианския префект Гай Фулвий Плавциан‎ през 203 г.
Гета умира през 203 или 204 г. Преди да умре той предубреждава брат си за намеренията на Гай Фулвий Плавциан‎.